# Monika Hojniszová-Staręgová
Monika Hojniszová-Staręgová, za svobodna Monika Hojniszová, nepřechýleně Monika Hojnisz-Staręga (* 27. srpna 1991, Chořov, Polsko), je polská biatlonistka, bronzová medailistka z Mistrovství světa 2013 ze závodu s hromadným startem, dvojnásobná mistryně Evropy a trojnásobná medailistka z juniorských světových šampionátů.

## Výsledky

### Olympijské hry a mistrovství světa
Wiererová je osminásobnou účastnicí Mistrovství světa v biatlonu a rovněž účastnicí dvou zimních olympijských her. Dokázala získat celkem tři tituly v závodech jednotlivců na mistrovství světa, poprvé v závodu s hromadným startem ze švédského Östersundu v roce 2019. V týmovém závodě dokázala s ženskou štafetou skončit dvakrát na bronzové pozici.
| Sezóna  | D   | Místo                | SP  | SZ  | HZ  | IZ  | ŠT  | SŠT | SZD | Věk    |
| ------- | --- | -------------------- | --- | --- | --- | --- | --- | --- | --- | ------ |
| 2010/11 | MS  | Chanty-Mansijsk      | 68. | –   | –   | 59. | 9.  | –   | ×   | 19 let |
| 2012/13 | MS  | Nové Město na Moravě | 24. | 13. | 3.  | –   | 9.  | –   | ×   | 21 let |
| 2013/14 | ZOH | Soči                 | 21. | 18. | 5.  | 12. | 9.  | –   | ×   | 22 let |
| 2014/15 | MS  | Kontiolahti          | 74. | –   | –   | 9.  | 12. | –   | ×   | 23 let |
| 2015/16 | MS  | Oslo                 | 44. | 29. | –   | 40. | 4.  | –   | ×   | 24 let |
| 2016/17 | MS  | Hochfilzen           | 39. | 51. | –   | 30. | 7.  | –   | ×   | 25 let |
| 2017/18 | ZOH | Pchjongčchang        | 45. | 43. | 15. | 6.  | 7.  | –   | ×   | 26 let |
| 2018/19 | MS  | Östersund            | 34. | DNS | 13. | 39. | 7.  | –   | –   | 27 let |
| 2019/20 | MS  | Antholz-Anterselva   | 28. | 26. | 4.  | 6.  | 7.  | –   | –   | 28 let |
| 2020/21 | MS  | Pokljuka             | 30. | 16. | 22. | 16. | 6.  | –   | –   | 29 let |
| 2021/22 | ZOH | Peking               | 16. | 9.  | 27. | 20. | 14. | –   | ×   | 30 let |

Poznámka: Výsledky z mistrovství světa se započítávají do celkového hodnocení světového poháru, výsledky z olympijských her se dříve započítávaly, od olympijských her v Soči 2014 se nezapočítávají.